# Parathesis reflexa
Parathesis reflexa là một loài thực vật có hoa trong họ Anh thảo. Loài này được Brandegee mô tả khoa học đầu tiên năm 1915.